# Japán könyv

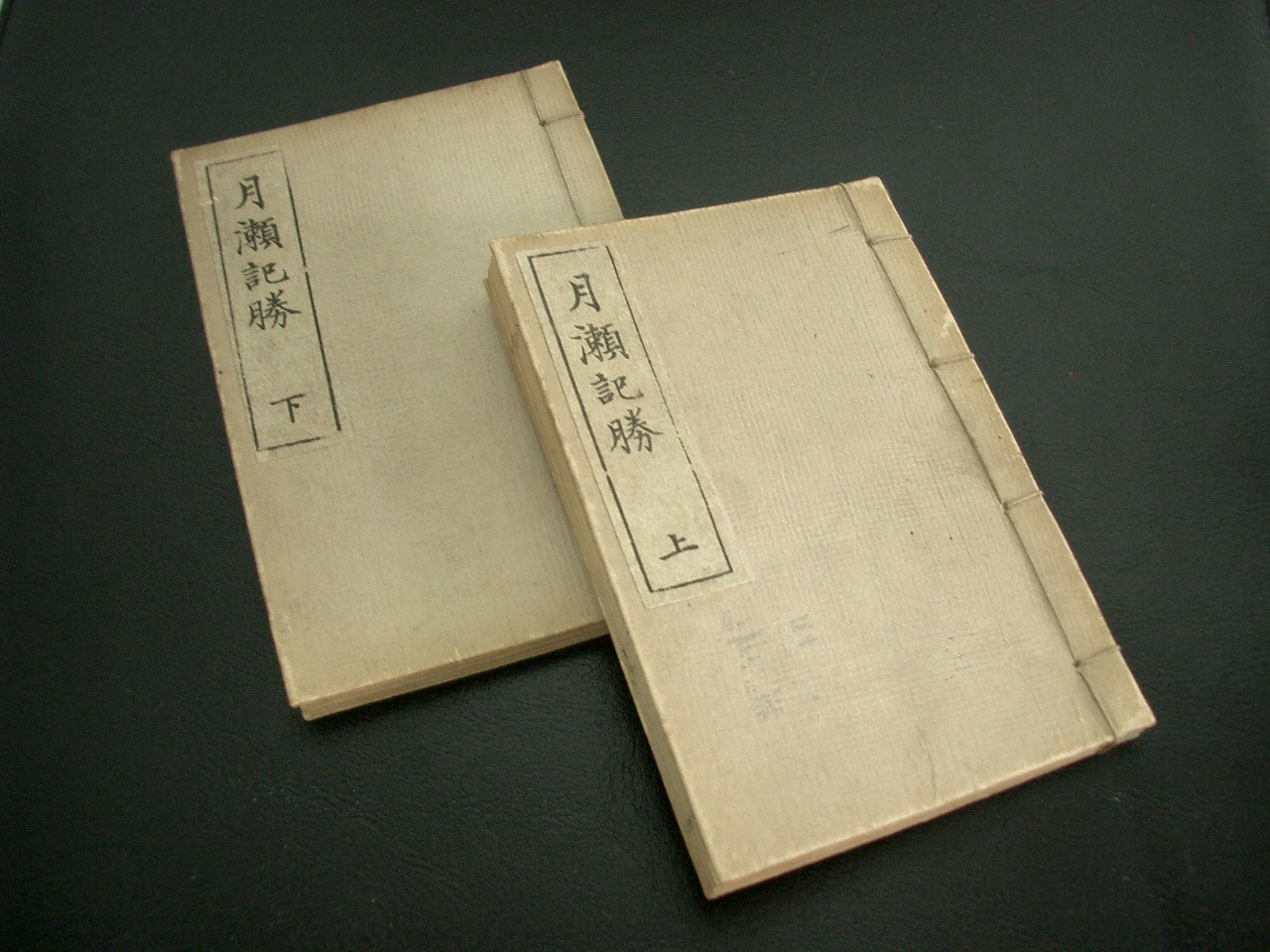
19. századi japán könyvek

A könyv története Japánban hosszú időre nyúlik vissza, egészen a 8. század végéig. A különleges japán fűzéssel készült, japán papírt (wasi, 和紙) felhasználó könyvtípust waszóhon (和装本) vagy wahon(和本) névvel illetik. E két megnevezés nem tévesztendő össze a japán munkákat tartalmazó, tartalmi felosztásra utaló waso (和書) kifejezéssel. Míg a waszóhon és a wahon könyvkötészeti típusok, és magukba foglalják a wakokuhon (和刻本), vagyis Japánban nyomtatott olyan könyvet, amely akár kontinensről származó munkákat is tartalmazhat, addig a waso a japán nyelvű és tartalmú munkákra utal. Az Edo-korig (1603-1867) a könyvek nagy részét kézzel másolták (sahon, 写本), majd egy rövid dúcos nyomtatási időszaktól (kokatsujihan, 古活字版) eltekintve, az Edo-kor végéig fatáblás (hanpon,版本) nyomtatással nyomtattak. A könyv fogalmának japán megfelelői a hon (本) és a soszeki (書籍). Az előbbi fogalomnak általános értelme van, és csak a kötött könyvek megjelölésére a használják, a tekercsekére nem. Az utóbbi kifejezést pedig csak a nyomtatott formában megjelent anyagok esetében. A legáltalánosabb elnevezés a somocu (書物), ami lefed minden írott vagy nyomtatott munkát, ami egybe van gyűjtve, annak módjára való tekintet nélkül.

## A japán könyv szerkezete

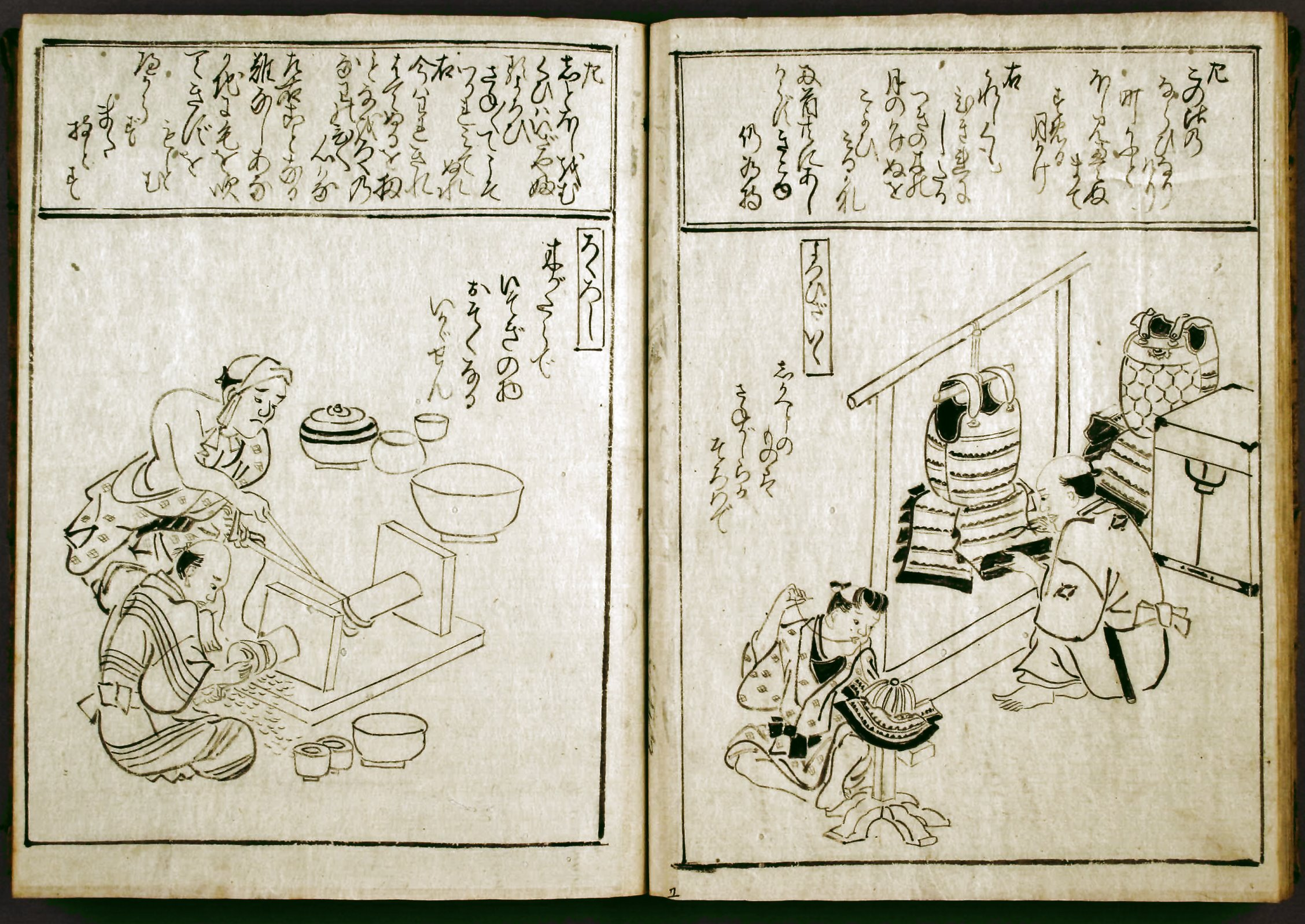
Nyitott wahon

A japán könyveket eredetileg wasiból, azaz japán merített papírból készítették. A wasi tartós, durva szálas papír, így nem sérült vagy sárgult olyan könnyen az idő előrehaladtával, ami jelentősen hozzájárult ahhoz hogy a korai könyvek a mai napig szinte ép formában fennmaradhassanak. A nyugati típusú, cellulóz alapú papír a Meidzsi-kor (1868–1912) elején terjedt el, így innentől kezdve a washit a könyvnyomtatásnál mellőzni kezdték.
Minden japán könyvet hátulról olvasunk, a sorokat felülről lefelé, balról jobbra. Írásformák között megkülönböztetünk nyomtatott betűírást, vagy kalligrafikus fűírást, amelyek mindegyikének létezik kézzel másolt és nyomtatási technikával sokszorosított változata is. A könyv borítóján (hjósi, 表紙) megtalálható a cím egy téglalap alakú ragasztott papíron, amelyet daiszennek (題簽) nevezünk. A könyv belső szerkezetét tekintve általában egy előszóval (dzsosó,序章) kezdődik, amit a főszöveg követ, amelyben esetenként képeket (szasie, 挿絵) is találhatunk. A könyv különböző részein pecséteket találunk, amelyek lehetnek a kiadó pecsétjei, a cenzúra pecsétjei, vagy a későbbi tulajdonosok pecsétjei.

## A könyvek kötése

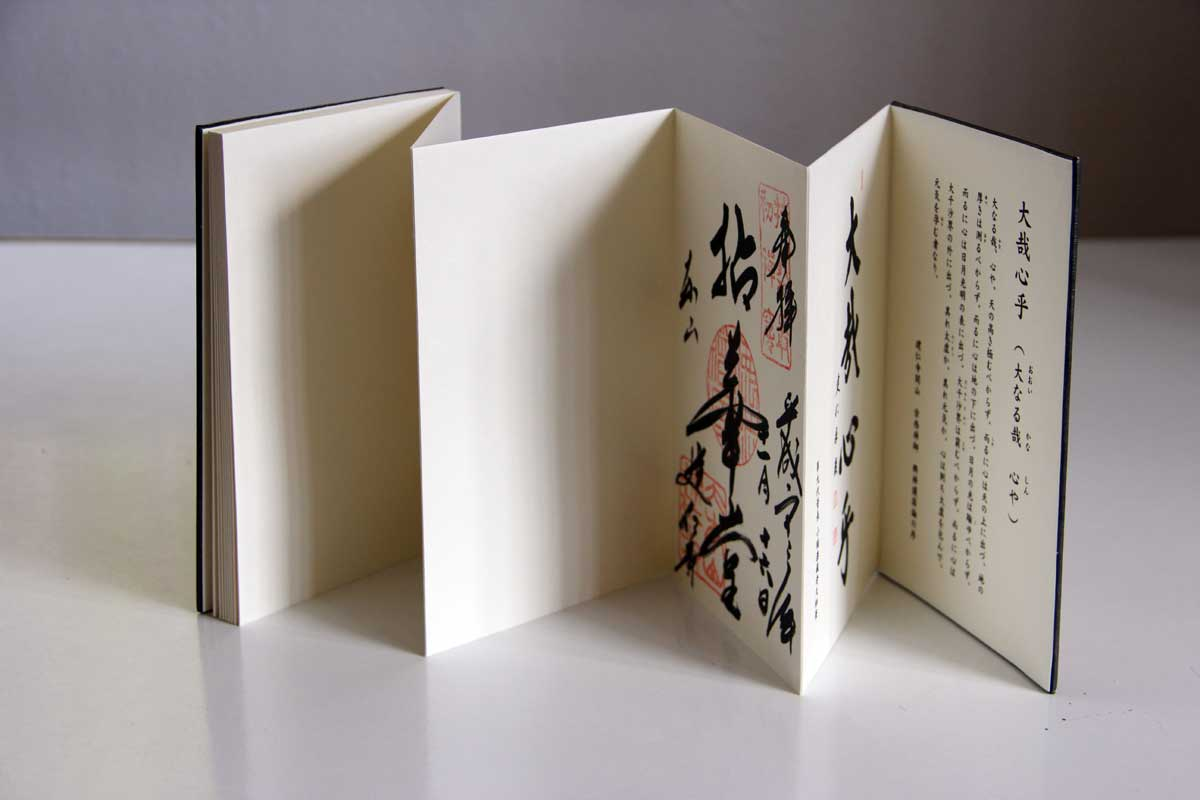
Orihon

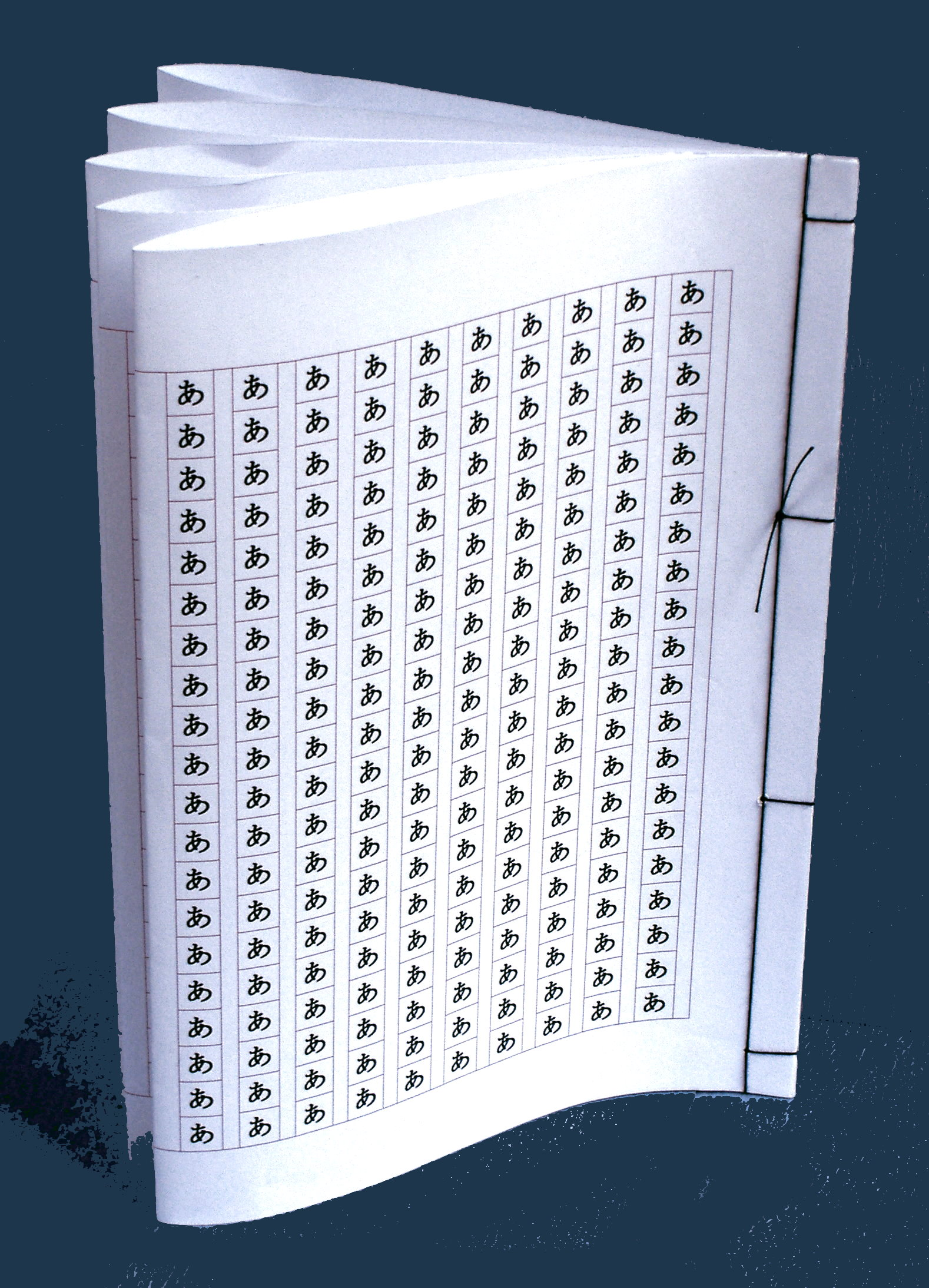
Fukuro todzsi

A japán könyvkészítők számos, különféle módszert használtak könyveik kötésére, a kortól és a sokszorosítás fajtájától függően. Ezek némelyike eredeti japán, mások a kontinensről származnak.

### Kötés nélküli könyvészeti módszerek
- Kanszubon (巻子本) azaz Makimono (巻物) vagy „tekercskönyv”

A könyvészet e korai formája majdnem azonos a nyugati tekercsekével. A kanszubonok nem egyetlen, hosszú papírból állnak, hanem inkább több, vízszintes elrendezésű, a függőlegesen a széleknél összeragasztott lapból. Japánban a Heian-kortól a Kamakura-koron át buddhista szútrák feljegyzésére használták, kéz másolatok voltak. Különleges formája a képes emakimono(絵巻物), a szintén ebben az időben népszerű, képes történetek leírása, mint amilyen a Japán Nemzeti Kincs besorolást kapott Gendzsi Monogatari Emaki (Gendzsi Monogatari Képes Tekercskönyv) volt.
- Orihon (折本) avagy az „hajtott könyvek”

Az orihon abban hasonlít a kanszubonra, hogy ez is vízszintesen elhelyezett, összeragasztott lapokból áll, de ahelyett hogy összetekernék, harmónikaszerűen összehajtogatták őket. A hajtott könyvek is főleg kéziratokat tartalmaztak, de a modern, nyomtatott könyvek egy részét továbbra is az orihon stílusban készítették. Hordozhatóbbak voltak a tekercsekhez képest. Az inspirációt a kínai és indiai kereskedelmi útvonalakon használt pálmalevél-könyvek szolgáltatták. A japán orihon eredetileg csak az egyik oldalát használták, buddhista feliratok, képek és szövegek szerepeltek rajta. Később néhány kalligráfiát és festményt is tartalmazó orihont illesztettek hozzájuk, hogy mindkét oldalt ki lehessen használni.

### Kötött könyvek
- Deccsószó (粘葉装), vagy Kocsószó (胡蝶装), a „ragasztott könyvek”

A Tang-kori Kínában már ismert technika, ami Japánba a Heian-kor elején került át. Ezen könyvek készítésénél a papírt egy függőleges ív mentén félbehajtottak, hogy négy külön álló írható felületet kapjanak. Ezután több ily módon összehajtott papír szélét beragasztózták és összeillesztették őket. Hogy elrejtsék a ragasztást, az első oldalt és az utolsó oldalt is leragasztották egy plusz lappal, külsejére pedig borítót tettek. Hiányossága volt, hogy ha a ragasztás meglazult, a lapok szétestek, ezért ez a technika hamar kiment a divatból. Az eljárást elsődlegesen a kézzel írt könyvek kötésére alkalmazták, lehettek buddhista szútrák, szótárak, vagy waka versgyűjtemények.
- Tecujószó (綴葉装), vagy Reccsószó (列帖装) a „varrott könyvek”

Akárcsak a ragasztott könyvek, ezek is félbehajtott papírokból tevődtek össze, azonban ez az eljárás eredeti japán. A decsószótól eltérően, a készítők előbb körülbelül öt lapból álló halmokat csináltak, és csak aztán hajtották össze őket, majd ezeket a halmokat a szélük mentén összevarrták. Itt nem használtak borítót hogy elrejtsék az illesztést: a lényeges információ szándékosan az első és utolsó oldalra került. A módszert főként kéziratok összefűzésére használták. 
- Fukuro todzsi (袋綴じ) avagy a „kötött-zsebkönyvek”

Az előzőekhez hasonlóan az alapot félbehajtott lapok szolgáltatták, de a ragasztott és varrott könyvekkel ellentétben, nem a hajtásnál varrták össze. A félbehajtott lapok között kis zsebek alakultak ki a kötésnél, innen ered a neve. Ez a technika azt eredményezte hogy minden lapnak csak két írható oldala volt a négy helyett, ez pedig arra kényszerítette a terjesztőket hogy vékonyabb papírt használjanak mint a decsószó és a tecujószó esetében.  A borító még a kötés előtt került a művekre. A módszer sokkal több lehetőséget is adott a könyvek megjelenésére mint a többi technika, mivel tetszőleges mennyiségű oldalt lehet összevarrni a hagyomány és divat függvényében. A fukuro todzsival főként a nyomtatott anyagokat kötötték, az Edo-kori  könyvek körülbelül 90%-ánál ezt használták.

## A japán nyomtatás története
Japánban a könyv sokszorosításának a történelme egészen az ókorig nyúlik vissza, s igen változatos képet mutat. A korai időkben főként kézzel másoltak (sahon, 写本), majd a kontinensről átvették a fatáblás nyomtatási technikát (hanpon, 版本), a Háborúzó Fejedelemségek korának végén Európából megismerték a fém írásjegyeket használó nyomódúcos technikát (kirishitan han, キリシタン版), ezzel egy időben a Koreai-Félszigetről is ugyanez a technika (ko-katsujihan, 古活字版) érkezett a szigetországba, s egy jó negyven évig uralták a nyomtatást. Azonban a könyv, mint piaci termék robbanásszerű elterjedésével, az Edo-korban ismét a fatáblás nyomtatásé lett a főszerep, s egésze a Meidzsi-korig irányadó volt. Az Edo-korban ismert volt még, bár kevéssé használták a fa nyomódúcokat (mokukatsuji, 木活字) is. A nyomtatott könyvek tartalma az időszak és a használt technika szerint is eltért. Közös bennük, hogy a kandzsi-kana (wakankonkóbun, 和漢混交文) kevert írást alkalmazó japán nyelv sajátosságaira leginkább a fatáblás nyomtatás volt adaptálható, ez az oka a hosszú népszerűségének.

### Nara-kor
A nyomtatás Japánban a Nara-korban kezdődött. Az világon az első nyomtatott emlékként is ismert, Hjakumantó darani (百万塔陀羅尼) kis tornyocskákba zárt buddhista szútrák voltak ezek. Kóken császárnő állítólag 764-től 770-ig egymillió példányt készíttetett a buddhista ereklyékből, és minden egyes másolatot külön-külön egy 15–50 cm magas három szintes fapagodában helyezett el. Ezek után a pagodákat az ország különböző részein álló templomokba vitette, hogy ott vallási célokat szolgáljanak. Ezek a daranik a fadúcos nyomtatással, mokuhan inszacuval (木版印刷) készültek, amit valószínűleg a buddhista szerzetesek terjesztettek el Japánban. A Hjakumantó darani legtöbbje az idők során a tűz áldozata lett.

### Heian- és Kamakura-kor
Az ókor és a középkor első időszakában főként kézi másolatok formájában történt a könyvek sokszorosítása. Azonban nagyobbbuddhista templom együttesekben a szútrák nyomtatására a fatáblás nyomtatást alkalmazták. , hogy a szerzetesek tanulmányozhassák azokat. Az egyik kiemelkedő ilyen szútranyomtatás volt a Heian-kor végén és a Kamakura-kor elején népszerű kaszugaban (春日版). A Kaszuga a Fudzsiwara család szent helye, a Kaszuga Taisa (春日大社) szentélyre utalhat, ahol a Kófuku-dzsiben nyomtatott buddhista szútrákat elhelyezhették.

### Muromacsi-kor
A Muromacsi-korban folytatódott a Heian -és Kamakura-korban bevezetett kaszugabanok gyártása. A könyveket továbbra is fatáblával nyomtatták, ám a nyomtatás még mindig főként a szútrákra és vallásos szövegekre korlátozódott. A korban megjelent, legfontosabb nyomtatási módszer a gozanban (五山版) volt. Arról kapta a nevét, hogy azt a Muromacsi bakufut által kiválasztott öt legfontosabb kiotói templomban (Kencsó-dzsi 建長寺, Enkaku-dzsi 円覚寺, Dzsufuku-dzsi 寿福寺, Dzsócsi-dzsi 浄智寺, Dzsómjó-dzsi 浄妙寺) használták. A gozanban kialakulásának oka a középkorban népszerű kínai irodalmi műveltség, s ennek a zen irányzatban való terjedése volt.

### A régi szedett nyomtatás
Szinte egy időben, két különböző technika is érkezett Japánba a 16. század végén, melyeket teljesen eltérő célokra használtak, ezek voltak a keresztény, Gutenberg féle nyomatok és a koreai fém nyomódúcok. Az alábbi táblázatban láthatjuk, hogy mikor és hogyan alakultak ki ezek a különböző nyomtatási technikák, és mikor kerültek Japánba, milyen hatásuk volt.
| Gutenberg 1450                                        | Fém nyomódúcok 1450                                                | Fatáblás nyomtatás 868                                               |
| ----------------------------------------------------- | ------------------------------------------------------------------ | -------------------------------------------------------------------- |
| Valignano (1590): európai típusú nyomtatógép Japánban | Tojotomi Hidejosi: Bunrokuno jaku (1593) hadizsákmány:Hidejori-han | Bi-Sheng (jap. Hissó): 1040-es évek agyag nyomódúcok                 |
| Kirisitan-han (Keresztény nyomatok) 1590–1614         | Goyōzei császár: Bunroku-csokuhan és Keicsó-csokuhan               | Fa nyomódúcok,kb. 30.000 darab (1298)                                |
| Amakusza hon (Amakusai könyv) 1591–97                 | Tokugawa Ieyasu: Fusimi-han és Szuruga-han                         | Japánban az 1640-es évektőlfatáblás hagyomány (Kinszei Mokuhan)      |
| Nagaszaki hon (Nagaszaki könyv) 1597–1611             | Honami Kōetsu:Szaga-hon                                            | Kis mértékben, de továbbélnek a fa nyomódúcok (Kinszei Mokukacudzsi) |

- Keresztény nyomatok (Kirisitan-han, キリシタン版):
- Koreai fém nyomódúcok (Dóhan kacudzsi,　銅板活字):

A Jezsuita hittérítők megérkezése 1549-ben nagy hatással volt a japán könyvkészítésre, ugyanis a misszionáriusok egy része már birtokában volt a Guttenberg-féle könyvnyomtatás technikájának, így képesek voltak azt Japánban reprodukálni. A Xavéri Szent Ferenc vezette jezsuiták a koreai nyomódúcos technikával többé kevésbé egy időben kezdték el a Guttenberg-féle könyvnyomtatást a 16. század végén.  Ezeket a könyveket kirisitan-han (キリシタン版) – azaz a keresztény megjelenés – névvel illették. A Koreai-félszigetről érkezett kokacudzsihoz hasonlóan ez a módszer egészen megfizethetőnek és tartósnak bizonyult, de a használatához igényelt szaktudás és a kereszténységgel történő asszociáció miatt nem vált elterjedtté. A technikával készített elsőként megjelent könyvek romanizált japán fordításai voltak a nyugati műveknek amiket a misszionáriusok jól ismertek. Ez jó lehetőség volt a jezsuitáknak arra, hogy könnyen megismerkedhessenek a japán nyelvvel anélkül, hogy az egész japán írásrendszert kelljen elsajátítaniuk. Az egyik első ilyen könyv 1593-ban jelent meg, és Aiszóposz meséinek a fordítása volt. A mű megjelenés azért kiemelkedő, mert ez egyszerre volt az első publikált nyugati irodalmi mű Japánban, és az ország először nyitott a nyugati irodalom felé. A Koreai-félszigetről behozott technikákkal főként politikai szövegeket nyomtattak. Az ezzel a technikával kialakult nyomtatási típusok, a Tojotomi Hidejosi nevéhez köthető Hidejori-han, vagy az országot egyesítő Tokugawa Iejaszu nevével fémjelzett Fusimi-han és Szuruga-han.
Az első igazi, japán eredetű mozgatható elemes technika nem sokkal a csószen kokacudzsi és a kirisitanban bejövetele után jelent meg. A Szaga körzet egy rendkívül jómódú kiotói lakója, akit Szuminokura Szoannak (角倉素庵, 1571–1632) hívtak, úttörőként használta a kézzel-faragott, fa mozgatható elemekből álló nyomtatás egy fajtáját, amit a híres kézműves Honami Kóecu (本阿弥光悦, 1558–1637) kézírását utánozta. Ez volt a szagabon (嵯峨本) azaz szaga könyvek, amelyeket sokan a legszebb könyveknek tartanak a japán nyomtatás történelmében. Egyben ezek a legritkábbak, ugyanis Szuminokura a másolatokat nem terjesztésre, mint sem inkább saját szórakozására készítette. Ezeket a könyveket nagy odafigyeléssel alkotta meg, a tecujószó technikát használva hogy a kéziratok stílusát utánozza. A szaga könyvek készítése során egy különösen szép, kínai papírt, a karakamit (唐紙) használták, ami szintén hozzájárult megjelenésükhöz.

### A kora újkori nyomtatási forradalom

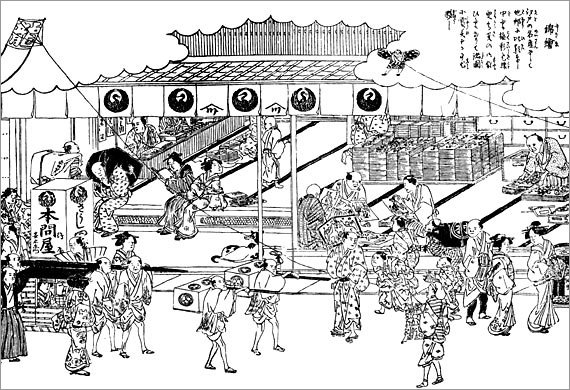
Edo-kori könyvesbolt

A kora újkor a könyvnyomtatás korszaka volt Japánban. A ko-kacudzsihan visszaszorulásával, az 1640-es évektől ismét a fatáblás nyomtatás került a középpontba, és egy teljes új műveltség és irodalmi kultúra kibontakozásának adott teret, ami egyben megteremtette azt a közös japán értékszemléletet, amelyet ma a japán identitás és kultúra alapjainak is nevezhetünk. Különböző wahonokat adtak ki megfizethető áron, ami hozzájárult ahhoz, hogy a Bakumacu-korra szinte a világon egyedülálló írás-olvasási mutatók jelentek meg Japánban. Ebben az időszakban igen népszerű volt a fukoro todzsi eljárással fűzött, vékony minó papírra nyomott, könnyed kis alapú kötet, de több más könyvészeti eljárással is találkozunk, amelyek olvasóktól, érdeklődési körüktől, státuszuktól függhettek. Ebben az időben már megkülönböztetik a tudományos célú, tanulásra szánt, magas műveltségű könyveket (somocu,書物) a populáris, szórakoztató kiadványoktól (szósi, 草紙).
Ekkor jelentek meg a nagyobb, magánkézben lévő kiadók, mint a rendkívül híres, ukijo-et is nyomtató Cutaja Dzsúzauró, valamint a könyvesboltok.
- Somocudonja　書物問屋: Klasszikusokat, és tudományos könyveket árusító kereskedő. Buddhista klasszikusok, történelmi munkák, orvosi könyvek, naptárak stb. szerepeltek úrukészletében.
- Dzsihontonja　地本問屋: Könnyed, populáris kiadványokat árusító könyvkereskedő. Kuszazósi, Nindzsóbon, Jomihon stb. az Edo-ra jellemző, helyi bestsellerek.
- Kashihonja　貸本屋: Könyvkölcsönző, aki általában egy személyt takart, aki a hátán nagy csomag könyvvel megpakolva járta a vidéket. Mindenféle témájú könyvet kikölcsönzött, majd egy meghatározott idő után visszatért, hogy visszavegye a könyvet.

### Meidzsi-kor és azon túl
A fadúcos nyomtatás maradt a legfontosabb nyomtatási technika egészen a Meidzsi-korig, amikor a terjesztők elkezdték alkalmazni a megfizethetőbb nyugati-stílusú mozgatható elemeket használó sokszorosítást. A Meidzsi-restauráció kezdetén a könyvkészítők komoly erőfeszítéseket tettek azért, hogy követni tudják a nyugati modellt, elhagyva a hagyományos japán konvekciók és stílusjegyek nagyját, úgy mint a vasi használata, a klasszikus kötési technikák és a fűírást. Az új arculat miatt kevesebb hagyományos technikával készült japán könyv jelent meg, bár kis mértékben még mindig készültek történelmi témájú művek a korábbi módszerekkel.